# Fernando Santos Martins
Fernando Santos Martins (ur. 1930 w Leirii, zm. 15 listopada 2006 w Lizbonie) – portugalski inżynier, menedżer i polityk, minister w dwóch rządach (1978, 1985–1987).

## Życiorys
Kształcił się w instytutach wchodzących w skład Uniwersytetu Technicznego w Lizbonie. Ukończył studia inżynierskie w Instituto Superior Técnico oraz studia ekonomiczne w Instituto Superior de Ciências Económicas e Financeiras. Specjalizował się w inżynierii przemysłowej. Pracował na kierowniczych stanowiskach w przedsiębiorstwach przemysłowych.
W I rządzie konstytucyjnym w drugiej połowie lat 70. był sekretarzem stanu do spraw przemysłu lekkiego i ciężkiego. W randze ministra wchodził w skład dwóch gabinetów, którymi Alfredo Nobre da Costa i Aníbal Cavaco Silva. W 1978 pełnił funkcję ministra przemysłu i technologii, a w latach 1985–1987 sprawował urząd ministra przemysłu i handlu.
Dwukrotnie (w latach 1980–1981 i 1992–1996) zarządzał liniami lotniczymi TAP Air Portugal. Był również stałym przedstawicielem Portugalii przy Organizacji Współpracy Gospodarczej i Rozwoju.